# 01net (magazine)
Pour le site web, voir 01net (site web).
01net, anciennement L'Ordinateur individuel (OI), est un magazine d'actualité quinzomadaire grand public, créé en 2013 sur les cendres des magazines L'Ordinateur individuel,  Science et Vie Micro (SVM) et Micro Hebdo, par le Groupe Tests (aujourd'hui groupe 01), alors connu pour ses revues destinées aux professionnels de l'informatique : 01 Informatique, Informatique et Gestion (en liaison avec l'association AFCET) et Bureau Gestion. Il appartient aujourd'hui à 2BCG Media.
La publication cesse en juin 2025.

## Description
L'Ordinateur individuel, fondé en 1978, bénéficie d'une nouvelle formule en juillet 2008. À la suite du rachat en septembre 2009 de Science et Vie Micro (SVM), les deux titres fusionnent en septembre 2010 pour devenir L'Ordinateur individuel-SVM. Une nouvelle fusion intervient en avril 2013 avec Micro Hebdo, autre titre du groupe, créé en 1998. Les deux magazines sont arrêtés. Un nouveau titre est lancé, quinzomadaire, sous la marque 01net. Delphine Sabattier, ancienne rédactrice en chef de SVM, est rappelée pour ce lancement et dirige la rédaction aux côtés de Jean-Joël Gurviez, ex-éditeur des mensuels Capital et Management.